# Marek Malinowski (samorządowiec)
Marek Malinowski (ur. 18 lutego 1974 w Bielsku Podlaskim) – polski samorządowiec i urzędnik, od 2018 członek zarządu województwa podlaskiego, od 2024 w randze wicemarszałka.

## Życiorys
Z wykształcenia prawnik, absolwent Uniwersytetu w Białymstoku. W 2006 zatrudniony w gabinecie ministra rolnictwa Krzysztofa Jurgiela, w latach 2006–2010 pracował w białostockim biurze powiatowym Agencji Restrukturyzacji i Modernizacji Rolnictwa. Następnie zatrudniony w biurze ARiMR w powiecie bielskim, gdzie w 2016 został kierownikiem.
Związał się politycznie z Prawem i Sprawiedliwością. W 1998, 2002, 2006 i 2010 wybierany do rady powiatu bielskiego (początkowo z ramienia lokalnego prawicowego komitetu, w 2010 z listy PiS). W 2014 nie uzyskał reelekcji. W kadencji 1999–2002 zasiadał w zarządzie powiatu. W 2018 i 2024 wybierany do sejmiku podlaskiego.
11 grudnia 2018 został członkiem zarządu województwa podlaskiego. 18 lutego 2019 sejmik przyjął rezygnację marszałka Artura Kosickiego i tym samym całego zarządu województwa, po czym wybrał zarząd w tym samym składzie, powołując Marka Malinowskiego ponownie na członka zarządu województwa. 7 maja 2024 został wicemarszałkiem województwa w zarządzie kierowanym przez Łukasza Prokoryma. W konsekwencji takiej decyzji Marka Malinowskiego i Wiesławy Burnos Platforma Obywatelska i Trzecia Droga mogły powołać zarząd województwa pomimo nierozstrzygającego podziału mandatów w sejmiku.

## Życie prywatne
Syn Wincentego i Jadwigi. Żonaty, ma dwoje dzieci.